# Necremnus norvegicus
Necremnus norvegicus är en stekelart som beskrevs av Karl-Johan Hedqvist 1982. Necremnus norvegicus ingår i släktet Necremnus och familjen finglanssteklar.
Artens utbredningsområde är Norge. Inga underarter finns listade i Catalogue of Life.